# Amstel Bright
Amstel Bright is een Nederlandse/Caribische pils. Het bier wordt gebrouwen door Heineken.
Het is een blond bier met een alcoholpercentage van 5%. Het bier werd in 1998 in Curaçao geïntroduceerd door de Antilliaanse brouwerij, om de concurrentie met het Venezolaanse Polar aan te gaan. Rond 2003 werd het bier ook op de Nederlandse markt gebracht. Dit was weinig succesvol, en het bier verdwijnt snel van de Nederlandse markt. Het wordt dan enkel nog voor de Nederlandse Antillen gebrouwen. Dit bleek onvoldoende om De Antilliaanse brouwerij draaiend te houden, en deze ging failliet in 2006. De productie van Amstel Bright werd overgenomen door Heineken in Nederland. Vanaf medio 2013 is het bier weer verkrijgbaar geworden in Nederland. Begin 2020 heeft Heineken besloten definitief de verkoop van Amstel Bright aan de retail te stoppen.
Het bier wordt net zoals Corona geleverd in een kleurloze glazen fles, en vaak geserveerd met een stukje limoen in de flessenhals.